# 13 Batalion Ochrony Pogranicza
Samodzielny Batalion Ochrony Pogranicza nr 13 – samodzielny pododdział Wojsk Ochrony Pogranicza.

## Formowanie i zmiany organizacyjne
Na podstawie rozkazu MON nr 055/org. z 20 marca 1948, na bazie Białostockiego Oddziału WOP nr 6, sformowano 11 Brygadę Ochrony Pogranicza, a 26 komendę odcinka WOP, 24 kwietnia 1948  przemianowano na batalion Ochrony Pogranicza nr 13. Sztab 13 batalionu Ochrony Pogranicza w Sejnach, był w budynku obecnie istniejącego Liceum Ogólnokształcącego im. S. Konarskiego przy ulicy Łąkowej 1 
Rozkazem Ministra Obrony Narodowej nr 205/Org. z 4 grudnia 1948, z dniem 1 stycznia 1949, Wojska Ochrony Pogranicza podporządkowano Ministerstwu Bezpieczeństwa Publicznego. Zaopatrzenie batalionu przejęła Komenda Wojewódzka Milicji Obywatelskiej.
1 stycznia 1951, na podstawie rozkazu MBP nr 043/org z 3 czerwca 1950, na bazie 11 Brygady Ochrony Pogranicza, sformowano 22 Brygadę Wojsk Ochrony Pogranicza, a 13 batalion Ochrony Pogranicza przemianowano na 222 batalion WOP.

## Struktura organizacyjna
13 SBOP liczył 300 żołnierzy wraz z batalionem rekruckim, w tym 20 oficerów .
- dowództwo batalionu – Sejny
- 122 strażnica OP – Puńsk
- 123 strażnica OP – Poluńce
- 124 strażnica OP – Hołny Wolmera
- 125 strażnica OP – Stanowisko.

## Dowódcy batalionu
- kpt. Kwieciński (był w 1948)[2] .